# Twierdzenie o residuach
Twierdzenie o residuach – twierdzenie analizy zespolonej dostarczające metody obliczania wartości całek krzywoliniowych – konkretniej całek okrężnych – funkcji meromorficznych. Uogólnia ono twierdzenie Cauchy’ego (orzekające, że całka po drodze zamkniętej z funkcji holomorficznej jest równa zeru). Twierdzenie o residuach umożliwia obliczenie niektórych złożonych całek rzeczywistych.

## Twierdzenie

Ilustracja założeń twierdzenia

Niech {\displaystyle U} będzie obszarem jednospójnym na płaszczyźnie zespolonej {\displaystyle \mathbb {C} ,} a ponadto {\displaystyle a_{1},\dots ,a_{n}\in U} oraz {\displaystyle f:U\setminus \{a_{1},\dots ,a_{n}\}\longrightarrow {\mathbb {C} }} będzie funkcją holomorficzną.
Jeżeli {\displaystyle \gamma } jest zamkniętą krzywą prostowalną zawartą w {\displaystyle U\setminus \{a_{1},\dots ,a_{n}\},} to
{\displaystyle \oint _{\gamma }f(z)\,dz=2\pi i\sum _{k=1}^{n}\operatorname {I} (\gamma ,a_{k})\operatorname {Res} (f,a_{k}).}
Jeśli {\displaystyle \gamma } jest krzywą Jordana, to {\displaystyle \operatorname {I} (\gamma ,a_{k})=1} więc
{\displaystyle \oint _{\gamma }f(z)\,dz=2\pi i\sum _{k=1}^{n}\operatorname {Res} (f,a_{k}).}
Powyżej, {\displaystyle \operatorname {Res} (f,a_{k})} oznacza residuum funkcji f w {\displaystyle a_{k},} a {\displaystyle \operatorname {I} (\gamma ,a_{k})} to indeks punktu {\displaystyle a_{k}} względem krzywej {\displaystyle \gamma .}